# Джордано Турріні
Джордано Турріні (італ. Giordano Turrini, 28 березня 1942) — італійський велогонщик.
Срібний призер Олімпійських Ігор 1968 року в індивідуальному спринті.
Чемпіон світу з трекових велоперегонів 1968 року на тандемах, срібний призер 1965 (спринт), 1973 (спринт), 1976 (спринт) років, бронзовий призер 1966 (тандем), 1971 (спринт), 1972 (спринт) років.